# Henri Farjas
Henri Louis Marie Achille Farjas dit Henri Farjas, né le 1er juin 1854 dans l'ancien 1er arrondissement de Paris et mort le 6 février 1915 à Dax (Landes), est un officier d'artillerie, ingénieur civil et éditeur de périodiques scientifiques français, qui fut l'un des promoteurs du radium.

## Biographie
Personnalité relativement oubliée, Henri Louis Marie Achille Farjas est le fils de Marie Céleste Louise Morlot et de l'avocat parisien François Achille Farjas. Il est l'aîné des enfants, son jeune frère Paul (1861-1926), deviendra avocat.
Henri embrasse d'abord une carrière militaire, finit officier au 13e régiment d'artillerie, puis se retrouve, sans que l'on sache exactement comment, à la Nouvelle Orléans à la tête de la délégation des entreprises françaises représentées dans le cadre de l'Exposition internationale de cette ville américaine, manifestation intitulée World Cotton Centennial, qui fut inaugurée en décembre 1884. Henri Farjas, durant la préparation de cette mission, épouse, en Louisiane, Marie Louise Emma Alzire Bermudez en mai 1883, fille de Edouard Edmund Bermudez (en) (1832-1892), président (Chief Justice) de la Cour suprême de Louisiane, et liée à la famille Maupassant par sa mère. 

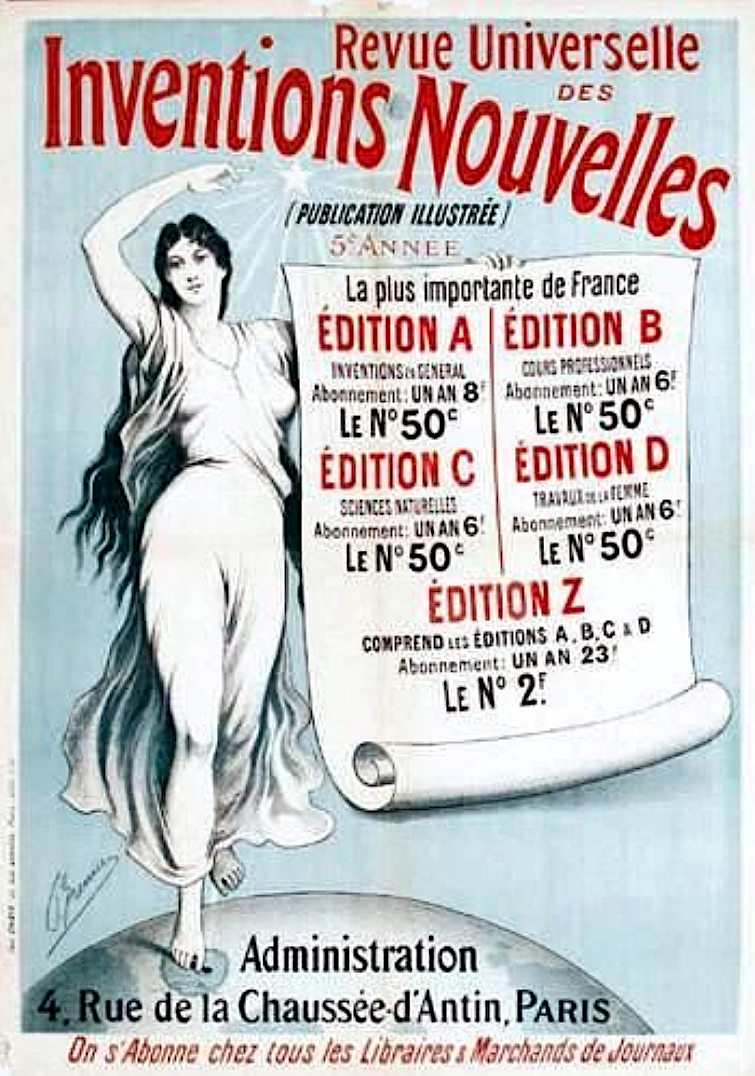
Affiche pour la Revue universelle des inventions nouvelles (1892).

Il revient à Paris et se lance dans une carrière d'éditeur et de vulgarisateur scientifique. En 1888, il fonde la Revue universelle des inventions nouvelles, qui ambitionne d’atteindre l’exhaustivité en matière de suivi du progrès des sciences. Le périodique a pour sous-titre Journal de l’Exposition permanente des inventions nouvelles : il est donc lié à l’Exposition permanente des inventions nouvelles, qui avait été instituée en 1876 dans un local installée à l’angle des rues La Fayette et Laffitte. Cette exposition privée est reprise en 1889 par l'ingénieur civil Farjas, qui souhaite développer une société de vulgarisation des inventions au moyen d’une publication permanente. Cette manifestation vise les industriels, les expositions internationales, et moins le grand-public et les « petits inventeurs et fabricants » : contrairement à un autre titre contemporain, La Nature, la Revue universelle s’intéresse en premier lieu à l’objet en tant que produit achetable, ce qui constitue une évolution certaine du principe de la  vulgarisation scientifique. Puis, rapidement, Farjas cherche à concurrencer Cosmos et La Science illustrée en publiant deux fois le mois avec des romans scientifiques en feuilletons (à partir de novembre 1889). Cette formule disparaît et devient hebdomadaire, ciblant à la fois les professionnels et le grand-public, en éditant deux formules. Henri Farjas s'adjoint même la plume de son frère Paul. Entre 1891 et 1893, Farjas multiplie les suppléments, maintient son rythme et abaisse même ses prix de vente. Par la suite, il est édité par Félix Juven, et s'ouvre à la vélocipédie et à la photographie, deux sujets en vogue. Le 5 août 1894, Farjas quitte son journal, qui devient un an plus tard La  Vie scientifique sous la direction de Max de Nansouty (1854-1913),.
Farjas ne renonce pas à l'édition. Il dépose une série de brevets durant les années 1890. Puis il fonde en mars 1899, un mensuel en couleurs, Les Inventions illustrées,, sous-titré Sciences, industries, finances, non sans avoir proposé un Annuaire Farjas pour les inventeurs, qui semble avoir perduré jusqu'en 1920, et qui associa un temps Francis Laur.
En janvier 1902, il participe avec Louis Maiche et le baron Étienne Henry Hulot à une expérience de téléphonie sans fil au château de Marchais, dans une propriété du prince de Monaco transformé en un laboratoire de sciences appliquées,. En 1903, il dépose les statuts d'une société à son nom, destinée à produire des moteurs à récupération chimique.

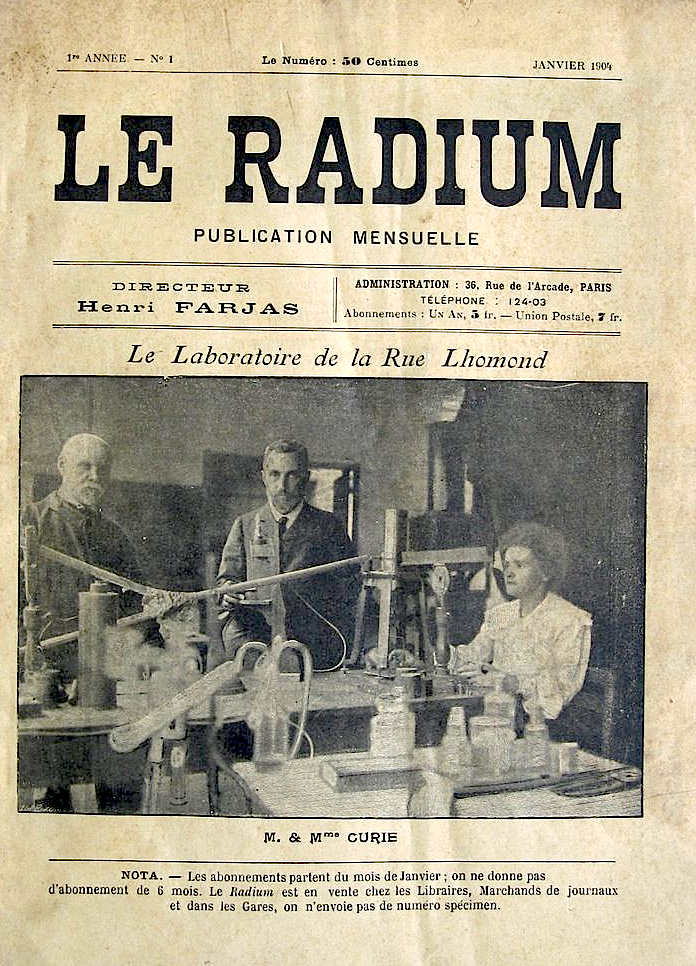
Le Radium, no 1, couverture de janvier 1904.

En janvier 1904, Farjas et Jacques Danne s'associent pour fonder la revue mensuelle Le Radium. Annoncée à grand renfort de publicités dans toute la presse grand-public, c'est la première publication à s'intéresser à ce nouvel élément chimique, le radium, et à ses applications, et fut active jusqu'en septembre 1914, puis reprit en 1919. En avril 1909, il fonde avec Émile Armet de Lisle et le baron Hulot, la Banque du Radium : le gramme de ce matériau est alors évalué à près d'un demi million de franc-or, et son utilisation sous forme de sels et de boues radioactives va commencer à se diffuser dans les officines des pharmacies, entre autres. Les conséquences sanitaires seront catastrophiques.
Henri Farjas meurt d'un cancer foudroyant le 6 février 1915 rue de Chanzy à Dax dans le département des Landes,,.